# Género didáctico
El género didáctico es el género literario que tiene como finalidad la enseñanza o la divulgación de ideas expresadas de forma artística, con un lenguaje elaborado y recursos de la filosofía.

## Historia
Posterior a los tres géneros clásicos (épico, lírico y dramático) que constituyen la literatura, que a su vez es considerada como una de las Bellas Artes.
Se categorizan en este género textos como El libro de ajedrez de Alfonso X el Sabio, los escritos de mística, y los ensayos como los de Miguel de Unamuno.

## Principales subgéneros didácticos
- Ensayo: subgénero didáctico en el que se plantea un problema y se defiende desde el enfoque personal de su autor; es de estructura flexible, no utiliza expresamente aparato crítico ni biografía y está escrito con voluntad de estilo, con la voluntad de persuadir o convencer.
- Enseñanza general: subgénero didáctico que pretende hacer partícipe a cada persona de una parte de la cultura y las realizaciones prácticas desarrolladas por la humanidad. Se subdivide en lecciones o lecturas comentadas, discursos, conferencias...
- Diálogo: subgénero didáctico muy cultivado en la época clásica y renacentista, en el que se hace exposición de las ideas del autor mediante el debate entre varios personajes que pueden darse en momentos de discusiones para tratar varios temas. Históricamente hubo tres subgéneros de diálogos: los platónicos, los ciceronianos y los lucianescos.
- Tratado: subgénero didáctico extenso en prosa, generalmente para especialistas, es decir, su comprensión completa requiere unos conocimientos previos.
- Poema didáctico: subgénero didáctico extenso en verso, generalmente destinado a profanos en una materia. Los primeros poemas didácticos los compuso el griego Hesiodo: Teogonía y Trabajos y días.
- Oratoria: El autor pretende convencer solamente mediante la comunicación oral.

## Clasificación
Una clasificación más amplia nos permite ver la gran diversidad de formas que puede adoptar este género:
- Biografía
  - Autobiografía
  - Memorias
  - Pseudoautobiografía
  - Diario
  - Dietario
- Fábula
- Apólogo
- Dicho
  - Refrán
  - Sentencia
  - Aforismo
  - Adagio
- Epístola
- Diálogo
- Crónica
- Panfleto
- Tratado
- Ensayo
- Prólogo
- Artículo
  - Editorial
  - Crítica
  - Columna
- Noticia
  - Reportaje
- Informe
- Memoria escrita
- Memorial
- Aviso
- Prospecto
- Guía
- Diccionario
- Enciclopedia
- Oratoria[2]